# Les Goles del Millars
Les Goles és un paratge natural protegit amb les figures administratives de Paisatge protegit, LIC i ZEPA entre els municipis d'Almassora (Plana Alta), Vila-real i Borriana (Plana Baixa). Es tracta de l'aiguamoll a la desembocadura del riu Millars.
Fou inclòs al Catàleg de Zones Humides de la Comunitat Valenciana el 10 de setembre de 2002, Declarat per Acord de la Generalitat Valenciana el 26 de novembre de 2004.
No obstant això, les primeres mesures de protecció sobre la desembocadura del Millars daten de molt abans. Ja el 1985, la Conselleria d'Agricultura i Pesca va prohibir-hi la caça per l'interés ecològic de la zona humida, la qual cosa va ser referendada per la declaració de refugi de caça el 12 de novembre de 1996, efectuada per la llavors Conselleria de Medi Ambient.
Des del 9 de maig de 2000, l'aiguamoll de l'esmentada desembocadura està declarat, per Acord del Consell de la Generalitat, com a Zona d'especial protecció per a les aus (ZEPA), d'acord amb la Directiva 79/409/CEE, de 2 d'abril de 1979, del Consell, relativa a la conservació de les aus silvestres. La zona, així mateix, va ser inclosa, per Acord de 10 de juliol de 2001, del Consell de la Generalitat, entre els llocs d'interés comunitari (LIC) de la Comunitat Valenciana, per raó de la Directiva 92/43/CEE, de 21 de maig de 1992, del Consell, relativa a la conservació dels hàbitats naturals i de la fauna i flora silvestres.

## Geologia
Entre els termes municipals de Vila-real i Almassora el riu discorre encaixat entre materials geològics recents. Aquest tram, inclòs en el paisatge protegit, mostra un notable valor paisatgístic i ecològic com a ambient de ribera ben conservat en molts llocs, en un context territorial densament poblat i intervingut per l'ésser humà. Es tracta d'un ambient apreciat pels habitants de la zona com a lloc tradicional d'oci i esbarjo, enriquit per paratges d'ús públic de profund significat social per als municipis.

## Vegetació i flora

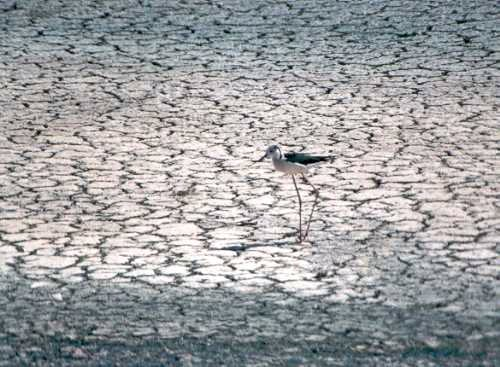
Una au al paratge natural de Les Goles

En el tram final del riu, entre els termes d'Almassora i Borriana, i la desembocadura al mar, el curs fluvial adquirix una notable importància ecològica per la formació de llacunes poc profundes, riques en vegetació aquàtica i subaquàtica i en comunitats halòfiles, juntament amb espècies i comunitats més típiques de les riberes i llits fluvials. Aquestes últimes, a mesura que s'acosten a la costa, es converteixen en jonqueres i prats humits i en comunitats psammòfiles.

## Fauna
La presència més o menys permanent d'aigua ha permès l'existència d'una fauna amb una elevada diversitat d'espècies, algunes d'aquestes de gran interés per a la conservació. Abundants i variades són les comunitats d'aus: anàtids, ardèids, làrids, limícols i passeriformes palustres estan presents als diversos ambients generats pels gradients de salinitat provocats per l'entrada ocasional d'aigua marina.

## Presència humana
L'abundància d'aigua a la zona potser va determinar la ubicació d'uns quants assentaments humans històrics i prehistòrics, que hui formen part del patrimoni arqueològic. Entre d'altres, hi ha el Torrelló de Boverot, d'adscripció bronzoibèrica (Almassora), el poblat de Vinarragell, d'adscripció ibericomedieval (Borriana), el Castell d'Almançor, també medieval (Almassora), o l'assentament eneolític de Vila Filomena (Vila-real).
Més recents, encara que d'elevat valor patrimonial i religiós, són les ermites de la Mare de Déu de Gràcia (Vila-real) i de Santa Quitèria (Almassora), ambdues molt apreciades per la població local. Aquests edificis religiosos són el nucli d'importants espais d'ús públic. A Vila-real es tracta de l'àrea coneguda com el Termet Mare de Déu de Gràcia, dotada d'equipaments públics com: àrees de protecció natural, itineraris d'educació ambiental, aula de la natura, alberg juvenil, equipaments hostalers, piscina i espais lliures d'ús públic. En el cas d'Almassora, l'ermita de Santa Quitèria és el centre d'un complex que inclou espais riberencs d'ús públic, aula de la natura i dotacions hostaleres.
D'altra banda, el riu, atesa la seua elevada capacitat d'evacuació de cabals en cas d'avingudes, garantix la seguretat de les poblacions per les quals discorre, en reduir considerablement el risc d'inundació.
En l'actual conformació del riu i de la seua desembocadura té molt a veure l'acció humana a través de la història, que ha configurat ambients nous i diversos. Juntament amb aquest efecte positiu s'aprecien diferents impactes ambientals negatius que han de controlar-se, com ara els abocaments de residus sòlids, el pasturatge excessiu i els abocaments líquids amb eutrofització de les aigües, entre d'altres. Tot això en el context territorial de la Plana caracteritzat per la seua intensa dinàmica agrícola, urbana i industrial.